# Primera Asturfútbol
La Primera Asturfútbol o 1ª Asturfútbol constituye el sexto nivel de competición del sistema de ligas de fútbol de España y es la primera categoría regional en la comunidad autónoma del Principado de Asturias. Es la categoría inmediatamente inferior a la Tercera Federación e inmediatamente superior a la Segunda Asturfútbol. Es una categoría amateur organizada por la Real Federación de Fútbol del Principado de Asturias. 
Anteriormente se denominó:
- Primera Categoría Regional.
- Primera Categoría Regional Preferente (1974-1978).
- Regional Preferente (1978-2022).
- Primera RFFPA (2022-2023).

## Historial
| Temporada | Campeón               | Ascenso a Tercera                                                                          |
| --------- | --------------------- | ------------------------------------------------------------------------------------------ |
| 1998-99   | C. D. Llanes          | C. D. Llanes, Astur C. F., C. D. Turón                                                     |
| 1999-00   | Pumarín C. F.         | Pumarín C. F., C. D. Trasona, Valdesoto C. F.                                              |
| 2000-01   | S. D. Narcea          | S. D. Narcea, San Lázaro C. F., Condal Club                                                |
| 2001-02   | Club Hispano          | Club Hispano, U. D. Gijón Industrial, C. D. Covadonga                                      |
| 2002-03   | U. C. Ceares          | U. C. Ceares, C. D. San Martín, S. D. Lenense                                              |
| 2003-04   | Navarro C. F.         | Navarro C. F., Andés C. F., Berrón C. F.                                                   |
| 2004-05   | Real Tapia C. F.      | Real Tapia C. F., Condal Club, C. D. Tuilla                                                |
| 2005-06   | C. D. Llanes          | C. D. Llanes, C. D. Cudillero, C. D. San Martín                                            |
| 2006-07   | S. D. Colloto         | S. D. Colloto, Real Tapia C. F., Candás C. F.                                              |
| 2007-08   | C. D. Mosconia        | C. D. Mosconia, Nalón C. F., U. D. Gijón Industrial, C. D. Covadonga                       |
| 2008-09   | C. D. Praviano        | C. D. Praviano, S. D. Colloto, Luarca C. F.                                                |
| 2009-10   | Navia C. F.           | Navia C. F., Nalón C. F., Real Oviedo Vetusta, Andés C. F.                                 |
| 2010-11   | C. D. Covadonga       | C. D. Covadonga, S. D. Colloto, Pumarín C. F.                                              |
| 2011-12   | C. D. Praviano        | C. D. Praviano, Atlético de Lugones S. D., L'Entregu C. F., Urraca C. F., Real Tapia C. F. |
| 2012-13   | Real Avilés C. F. "B" | Real Avilés C. F. "B", S. D. Lenense, Andés C. F.                                          |
| 2013-14   | C. D. Roces           | C. D. Roces, C. D. Llanes, Astur C. F.                                                     |
| 2014-15   | Club Siero            | Club Siero, C. D. Colunga, C. D. Tineo                                                     |
| 2015-16   | L'Entregu C. F.       | L'Entregu C. F., UD Llanera, S. D. Lenense                                                 |
| 2016-17   | C. D. Roces           | C. D. Roces, U. D. Gijón Industrial, Esc. Ini. San Martín, Valdesoto C. F.                 |
| 2017-18   | U. D. San Claudio     | U. D. San Claudio, C. D. Madalena, C. D. Universidad de Oviedo                             |
| 2018-19   | Urraca C. F.          | Urraca C. F., C. D. Vallobín, Navarro C. F. y S. D. Lenense                                |
| 2019-20   | Real Titánico         | Real Titánico, Avilés Stadium C. F. y Valdesoto C. F.                                      |
| 2020-21   | Luarca C. F.          | Luarca C. F., C. D. Roces y U. P. de Langreo "B"                                           |
| 2021-22   | —                     | Valdesoto C. F., Avilés Stadium C. F. y Condal Club                                        |
| 2022-23   | Urraca C. F.          | Urraca C. F., U. D. Gijón Industrial, Lenense Proinastur y Barcia C. F.                    |

## Sistema de competición
La Primera Asturfútbol está integrada por un único grupo que cuenta en total con veinte clubes.
El sistema de competición es el mismo que en el resto de categorías de la liga española de fútbol. Se disputa anualmente, empezando a finales del mes de agosto o principios de septiembre y terminando en el mes de mayo o junio del siguiente año.
Los veinte equipos del grupo se enfrentan todos contra todos en dos ocasiones -una en campo propio y otra en campo contrario- sumando un total de 38 jornadas. El orden de los encuentros se decide por sorteo antes de empezar la competición. El ganador de un partido obtiene tres puntos, el perdedor no suma unidades, y en caso de un empate hay un punto para cada equipo. 
Al término de la temporada el equipo que acumula más puntos se proclama campeón de Primera Asturfútbol. 

### Ascenso a Tercera Federación
Una vez finalizada la temporada regular, los tres primeros clasificados ascienden automáticamente a Tercera Federación (Grupo II), este número puede variar en función de los ascensos que se produzcan de los clubes asturianos a Segunda Federación, de manera que aumentaría hasta un máximo de cinco.

### Descenso a Segunda Asturfútbol
Una vez finalizada la temporada regular, los tres últimos clasificados descienden automáticamente a Segunda Asturfútbol, este número puede variar en función de los descensos que se produzcan de los clubes asturianos en Segunda Federación, de manera que aumentaría hasta un máximo de nueve.

## Temporada 2024-25
| Ascensos y descensos de la temporada 2023-24 |
| --- |
| Entradas: C. D. Llanes, U. D. Gijón Industrial, Luarca C. F. y Barcia C. F. descienden desde Tercera Federación. C. D. Turón, Puerto de Vega C. F. y S. D. Atlético Camocha ascienden desde Segunda Asturfútbol. Salidas: E. I. San Martín, C. D. Mosconia y TSK Roces ascienden a Tercera Federación. Berrón C. F., Atlético de Lugones S. D., C. Asturias de Blimea y S. D. Colloto descienden a Segunda Asturfútbol. |

### Equipos participantes 2024-25
| Club                                 | Fundación | Estadio            | Capacidad             | Localidad      | Concejo        | Temp. en 3.ª |
| ------------------------------------ | --------- | ------------------ | --------------------- | -------------- | -------------- | ------------ |
| Andés Club de Fútbol                 | 1972      | San Pedro          | 3500                  | Andés          | Navia          | 7            |
| Astur Club de Fútbol                 | 1949      | Hermanos Llana     | 800                   | Oviedo         | Oviedo         | 17           |
| Barcia Club de Fútbol                | 1931      | San Sebastián      | 2000                  | Barcia         | Valdés         | 1            |
| Candás Club de Fútbol                | 1948      | La Mata            | 3000                  | Candás         | Carreño        | 26           |
| Club Deportivo Llanes                | 1949      | San José           | 1500                  | Llanes         | Llanes         | 23           |
| Club Deportivo Muros Balompié        | 2004      | Municipal de Muros | —                     | Muros de Nalón | Muros de Nalón | 0            |
| Club Deportivo Turón                 | 1925      | La Bárzana         | 2000                  | Turón          | Mieres         | 47           |
| Club Deportivo Universidad de Oviedo | 1961      | San Gregorio       | 3500                  | Oviedo         | Oviedo         | 23           |
| Club Deportivo Vallobín              | 1994      | Vallobín           | 500                   | Oviedo         | Oviedo         | 2            |
| Club Siero                           | 1916      | El Bayu            | 5000 [cita requerida] | Pola de Siero  | Siero          | 51           |
| La Fresneda                          | 1991      | La Fresneda        | —                     | La Fresneda    | Siero          | 0            |
| Llaranes Club de Fútbol              | 2000      | Santa Bárbara      | 3500                  | Avilés         | Avilés         | 0            |
| Luarca Club de Fútbol                | 1912      | La Veigona         | 1500                  | Luarca         | Valdés         | 22           |
| Navarro Club de Fútbol               | 1980      | Tabiella           | 1500                  | Navarro        | Avilés         | 21           |
| Puerto de Vega Club de Fútbol        | 1992      | El Campón          | —                     | Puerto de Vega | Navia          | 0            |
| Real Sporting de Gijón "C"           | 1995      | Mareo-3            | —                     | Leorio         | Gijón          | 0            |
| Sociedad Deportiva Atlético Camocha  | 1970      | El Mortero         | –                     | Gijón          | Gijón          | 5            |
| Unión Comercial Club de Fútbol       | 1974      | La Isla            | 1500                  | Tudela Veguín  | Oviedo         | 0            |
| Unión Deportivo Gijón Industrial     | 1969      | Santa Cruz         | 2500                  | Gijón          | Gijón          | 36           |
| Valdesoto Club de Fútbol             | 1961      | Villarea           | 1000                  | Valdesoto      | Siero          | 7            |

Fuente: Federación Asturiana de Fútbol Archivado el 6 de febrero de 2015 en Wayback Machine.